# NGC 3874
NGC 3874 is een dubbelster in het sterrenbeeld Maagd. Het hemelobject werd op 15 april 1784 ontdekt door de Duits-Britse astronoom William Herschel.